# 世宗大路
世宗大路（：／ Sejong daero */?）是韓國首都首爾特別市鐘路區、中区的一條主要街道，長2.24公里，南北走向。北抵光化門，南通首尔站，兩旁有很多重要建築。以朝鮮世宗大王命名。
路中央有光化门广场，世宗大王的銅像豎立於世宗文化會館對面，銅像以南211公尺有李舜臣像。

## 历史
朝鮮王朝時代為六曹大街（육조거리）或六曹前（육조앞），是通往王宫的朱雀大路，議政府和六曹集中于此，是朝鲜当时的行政中心。由于光化门附近有数座黄土丘，这里有黄土峴（황토마루）的别称。又因为光化门路口处有獬豸像，亦称为獬豸前（해태앞）。
日治時代稱光化門通。南段定名为太平通，得名于旧时接待明朝使臣的太平馆。1946年10月1日，改称世宗路、太平路。
2008年，开展改建工程，在路中央开辟光化门广场，原先的16车道减为10车道，于2009年8月1日完工开放。
2010年，世宗路和太平路合并为世宗大路。

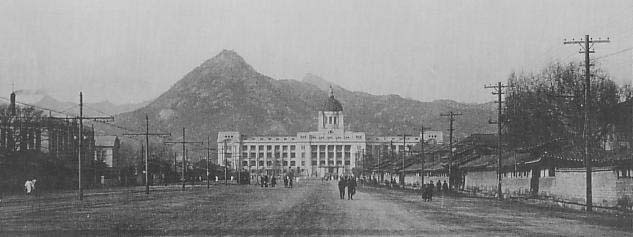
日治时代的光化门通，可见路尽头的朝鲜总督府
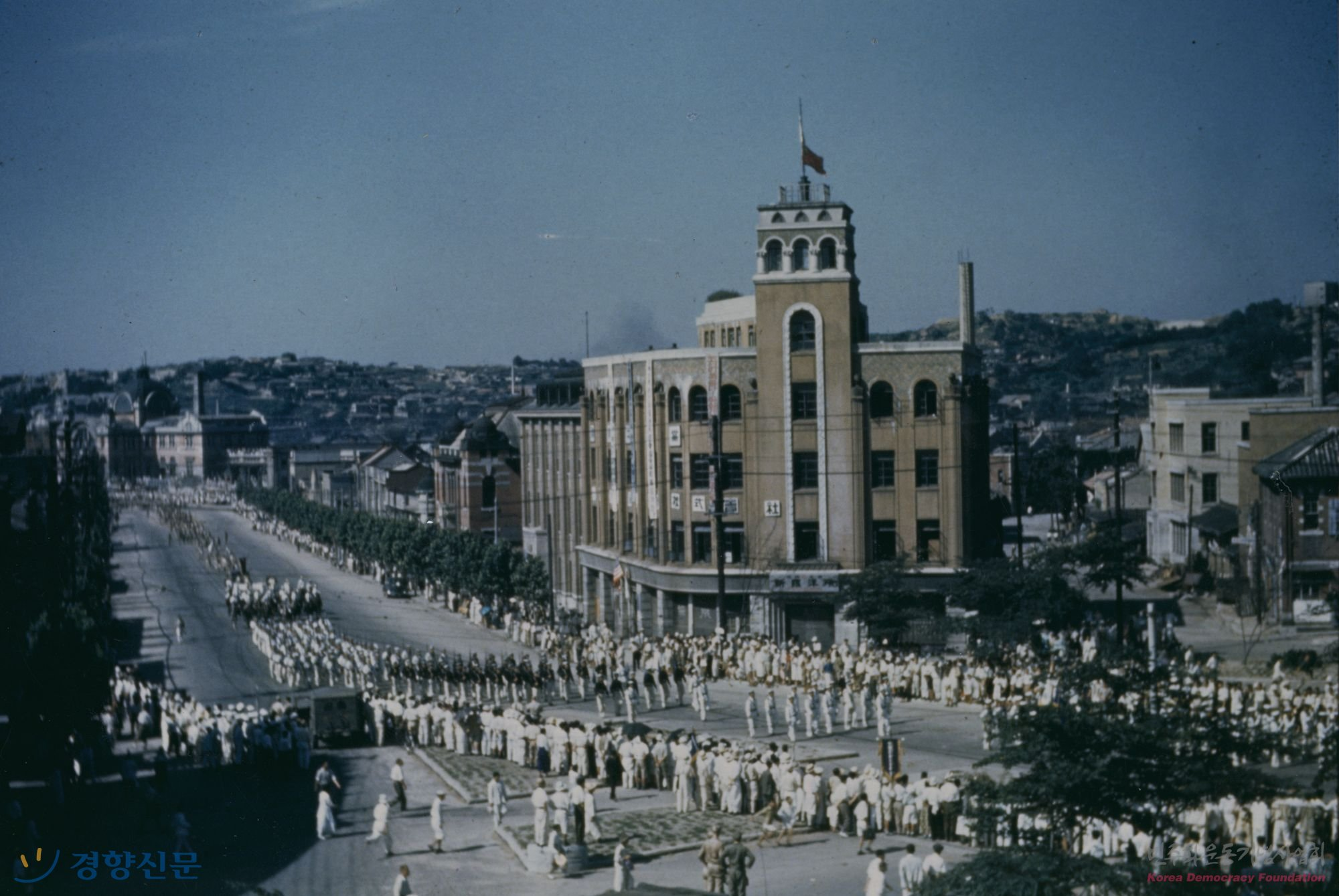
1948年8月15日，大韩民国政府成立庆典
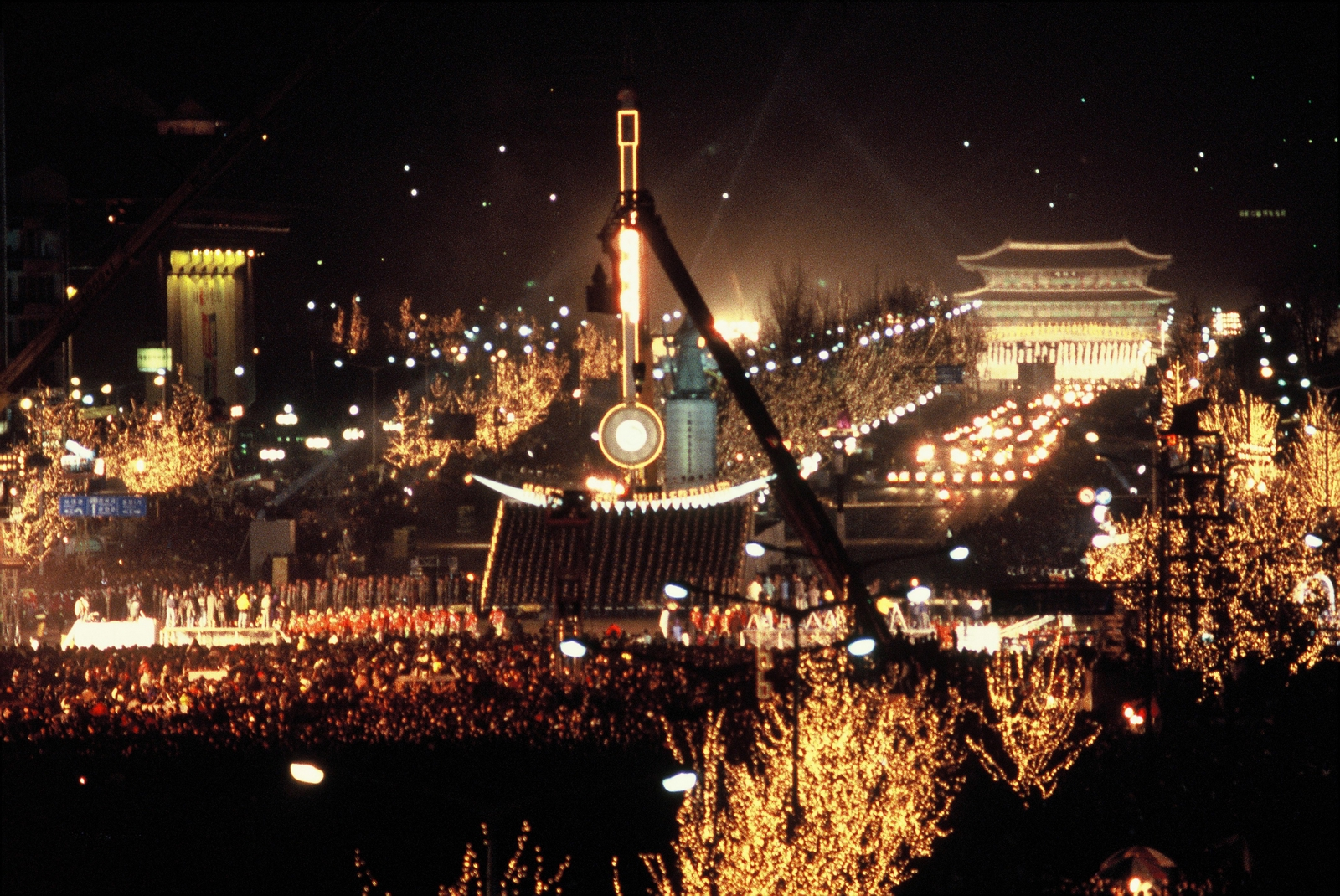
2000年1月1日新千年国民大祝祭
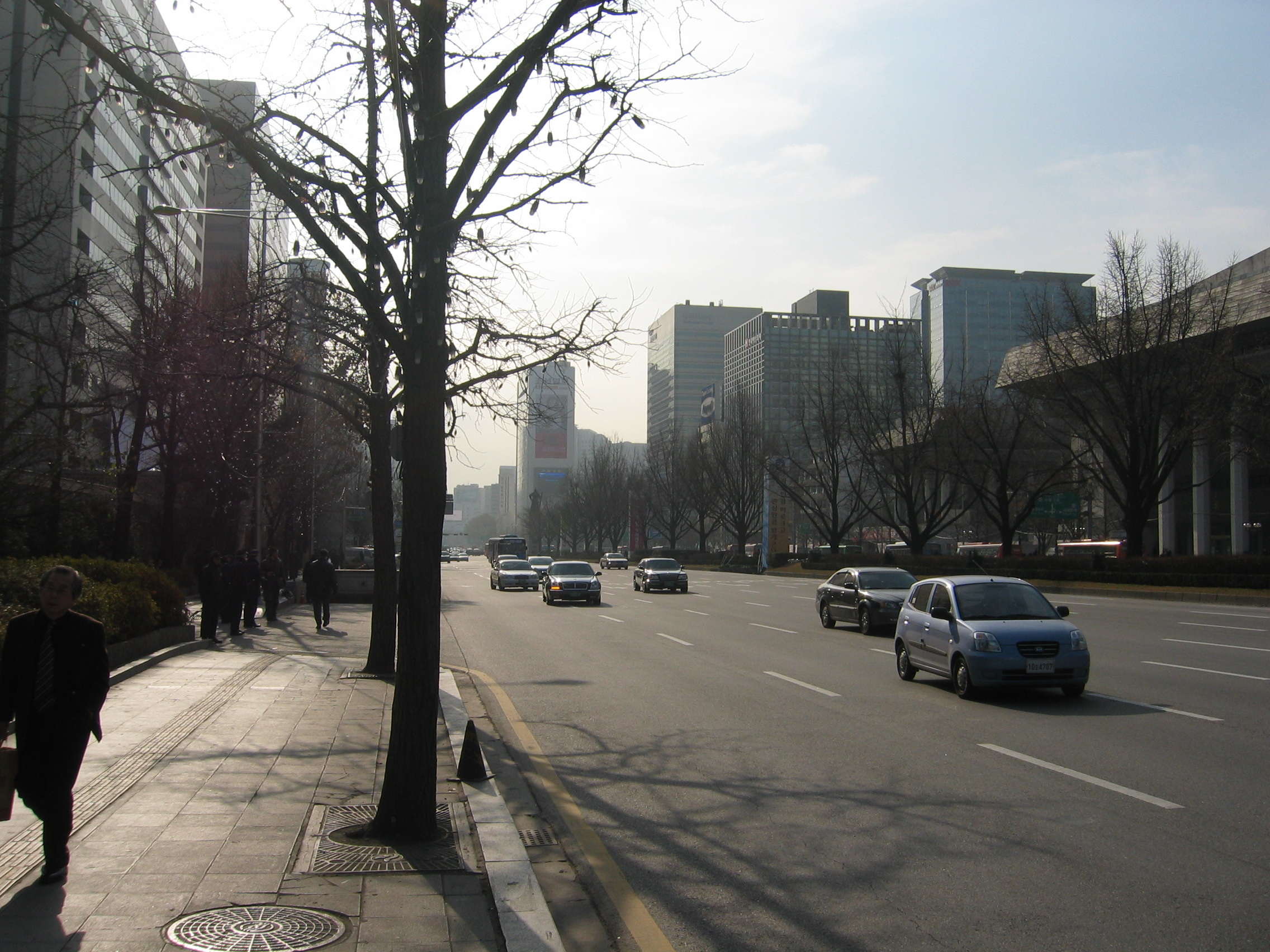
改建前未开辟光化门广场的世宗路，摄于2006年

## 主要建筑及景点
- 景福宮
- 德壽宮
- 南大門
- 韓國日報
- 朝鮮日報
- 首尔新闻
- 嶺南日報
- 慶南新聞
- 每日新聞
- ABC新聞
- TV朝鮮
- 首爾圖書館
- 政府首尔厅舍
- 首尔特别市厅
- 首爾特別市議會
- 韩国金融委员会
- 言論仲裁委員會
- 訴請審查委員會
- 原子力安全委員會
- 大韓商工會議所
- 韓國公正交易調解院
- 韓國通訊傳播進興公社
- 新韓金融集團
- 韓華人壽
- 三星人壽
- 三星物产
- 三星证券
- 三星期貨
- 三星信用卡
- 现代海上火灾保险公司
- 美國駐韓大使館
- 英國駐韓大使館
- 新加坡駐韓大使館
- 駐韓國台北代表部
- 萨尔瓦多駐韓大使館
- 多明尼加駐韓大使館
- 韓國信用協同組合
- Galleria百貨
- 芬兰航空
- 泰國國際航空
- 阿提哈德航空
- 喀里多尼亞航空
- 世宗文化會館
- 新聞博物館
- 韓國金融史博物館
- 大韓民國歷史博物館

## 主要考古遺址
- 議政府遺址
- 京城電車軌道遺址
- 司憲府遺址